# Ruda (Bartoszylas)
Ruda (kaszb. Rudô) – część wsi Bartoszylas w Polsce, położona w województwie pomorskim, w powiecie kościerskim, w gminie Stara Kiszewa, nad Wierzycą, w kompleksie leśnym Borów Tucholskich.
W latach 1975–1998 Ruda położona była w województwie gdańskim.